# The Echo Nest
The Echo Nest es una plataforma dedicada a la recogida de datos e inteligencia musical pensada para desarrolladores y empresas de medios. Su fundación se remonta a junio de 2005 en Somerville (Massachusetts), aunque pertenece a Spotify desde 2014. The Echo Nest comenzó como una escisión del MIT Media Lab con el objetivo de entender el audio y contenido textual de las grabaciones de música. Sus creadores pretendían que identificara la música, hiciera recomendaciones, creara listas de reproducción, dejara huellas digitales en el audio y realizara análisis para consumidores y desarrolladores.

## Historia
The Echo Nest fue fundado en 2005 de la disertación de Tristan Jehan y Brian Whitman en el MIT Media Lab.
En octubre de 2010, The Echo Nest recibió una financiación de riesgo de 7 millones de dólares por parte de Matrix Partners y Commonwealth Capital Ventures.
En julio de 2012 The Echo Nest recibió 17.3 millones de dólares en financiación de riesgo de serie D por parte de Norwest Venture Partners, Matrix Partners, Commonwealth Capital Ventures y Jim Pallotta.
En mayo de 2014, The Echo Nest fue adquirido por 49.7 millones de euros por Spotify.

## Productos
La línea de productos de The Echo Nest se basó en su base de datos derivada automáticamente de datos de 30 millones de canciones agregadas a partir de técnicas de rastreo web, minería de datos y procesamiento de datos digitales. La empresa también hizo los datos disponibles a desarrolladores a través de un API usado por más de 7.000 desarrolladores para crear aplicaciones de música independientes. La API fue cerrada el 31 de mayo de 2016, por lo que se alentó a los desarrolladores a utilizar la API de Spotify en su lugar.
The Echo Nest lanzó datos de un millón de canciones con fines de investigación. La empresa fue co-organizadora del Music Hack Day.
En junio de 2011, la empresa lanzó Echoprint, librería de huellas digitales de audio de fuente abierta.

## Clientes
La información ha servido a empresas tales como MTV, Island Def Jam, BBC, MOG, Warner Music Group, eMusic, Spotify, Rdio, Clear Channel, VEVO, Nokia y Thumbplay.

## Spotify
The Echo Nest fue adquirido el 6 de mayo de 2014 por la plataforma de música vía streaming Spotify. La agencia de inteligencia musical ayuda a Spotify a personalizar recomendaciones de música a través de algoritmos. The Echo Nest está tras las listas de reproducción profesionalmente creadas en Spotify. Para generar listas de reproducción personalizadas en Descubrimiento semanal, así como recomendaciones sugeridas en la sección Especialmente para ti en su página principal, individualizada para cada suscriptor, The Echo Nest colecciona información de los hábitos del usuario y la utiliza para predecir qué música disfrutará.
The Echo Nest ha creado perfiles de gustos basados en los patrones de música que detectan en el usuario. Estos perfiles son una amalgamación de preferencias en géneros y subgéneros. Los perfiles no están disponibles para los usuarios, pero han sido publicados para periodistas e investigadores.
Un trabajador de The Echo Nest ha creado "un espectro de percepción categórica de géneros y subgéneros basados en un diagrama de dispersión ajustado por legibilidad generado algoritmicamente del espacio musical de género, basado en información analizada para 1461 géneros por Spotify", según Every Noise At Once.
The Echo Nest también ha creado una herramienta interna para Spotify que los trabajadores nombraron The Truffle Pig, que se utiliza para crear listas de reproducción específicas para el estado de ánimo. The Truffle Pig es un motor de búsqueda avanzada que es capaz de buscar canciones basándose en adjetivos o sentimientos. La búsqueda también puede redactarse para cualidades particulares para producir niveles de especificidad más altos. Estas listas de reproducción son públicas para los usuarios de Spotify, y están creadas, en parte, por los expertos en música que trabajan para Spotify. Para crear estas listas de reproducción, uno de los 32 expertos usará el motor de búsqueda de Truffle Pig para encontrar canciones asociadas con una cualidad o un tema. De los resultados, el trabajador puede escoger canciones adecuadas para cada lista.
Con tal de crear las listas personalizadas, Spotify no solo utiliza el sistema de categorización por adjetivos, sino que también compara las listas de reproducción entre los usuarios. Matt Ogle, experto y trabajador de Spotify, utiliza una analogía para definir el proceso: "has estado reproduciendo mucho la canción A y la canción C, pero resulta que cuando otras personas reproducen esas canciones juntas en sus listas de reproducción hay una canción B que nunca has escuchado". De esta forma, las listas de reproducción creadas utilizan contenido con el que el usuario ya está familiarizado, pero también se introducen canciones que, estadísticamente, es probable que le gusten.

## Estudios y artículos
Otro de los ámbitos de trabajo de The Echo Nest es el análisis de los hábitos musicales de la población, así como la relación entre la música que escuchan determinados grupos sociales y otros factores. Algunos de los estudios de los que Echo Nest es responsable son los siguientes.
- Diferencias entre las preferencias musicales de hombres y mujeres
- El futuro de los géneros musicales
- El conflicto generacional se resume en Roy Orbison vs. Skrillex
- Las bandas favoritas de cada estado de los Estados Unidos